# ヤコポ・ヴィニャーリ
ヤコポ・ヴィニャーリ（Jacopo Vignali、1592年9月5日 - 1664年8月3日）は、イタリアの画家である。フィレンツェで働いた。

## 略歴
トスカーナのプラトヴェッキオで生まれた。幼いころから才能を示し、プラトヴェッキオの画家から絵を学んだ後、1605年にフィレンツェに移り、有力な画家マッテオ・ロッセッリ(1578-1650)の弟子になった。ロッセッリはヴィニャーリを気に入り、ロッセッリも妹ととの結婚を望まれたが、ヴィニャーリはそれを辞退した
。ロッセッリの工房での修行が終わった後、フィレンツェに自らの工房を開いた。1616年にフィレンツェのアカデミア・デル・ディセーニョ（Accademia del Disegno）の会員になった。1620年代に画家のミケランジェロの甥の息子で宮廷詩人、劇作家のミケランジェロ・ブオナローティ・イル・ジョーヴァネから依頼で、フィレンツェのブオナローティ邸(Casa Buonarroti)の展示室にミケランジェロを讃える装飾画を描いた画家の一人となった。メディチ家の各地の邸宅の装飾画の制作にも参加し、フィレンツェなどの教会に宗教画を描いた。
1663年4月に彼は脳卒中を起こし、寝たきりになり、翌年にフィレンツェで没した。
弟子にはカルロ・ドルチ(1616-1686)やアレサンドロ・ロージ(1627-1697)らがいる。
18世紀のイタリアの美術史家のルイジ・ランツィはヴィニャーリの画風は同時代の画家グエルチーノ(1591-1666)と構図などのスタイルが似ていたと評している。

## 作品

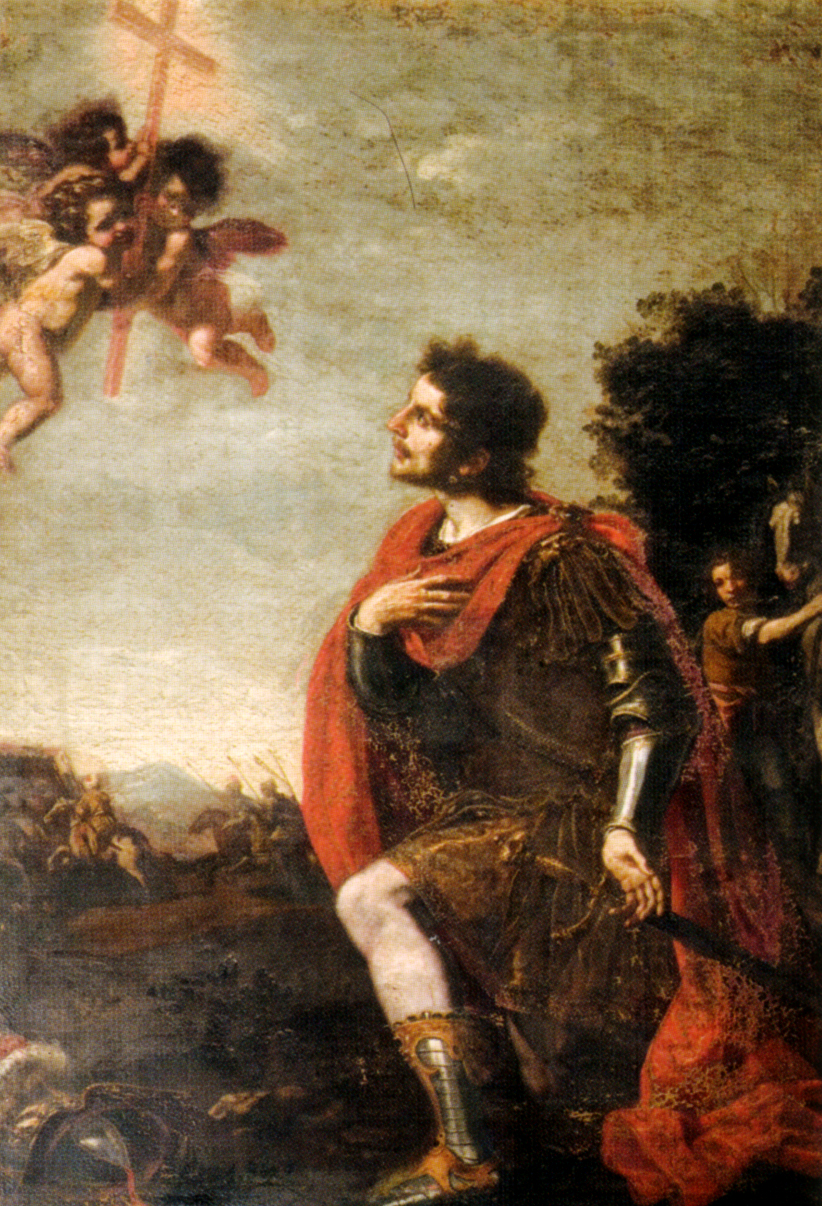
コンスタンティヌス帝の前の十字架の出現 Chiesa dei Santi Michele e Gaetano
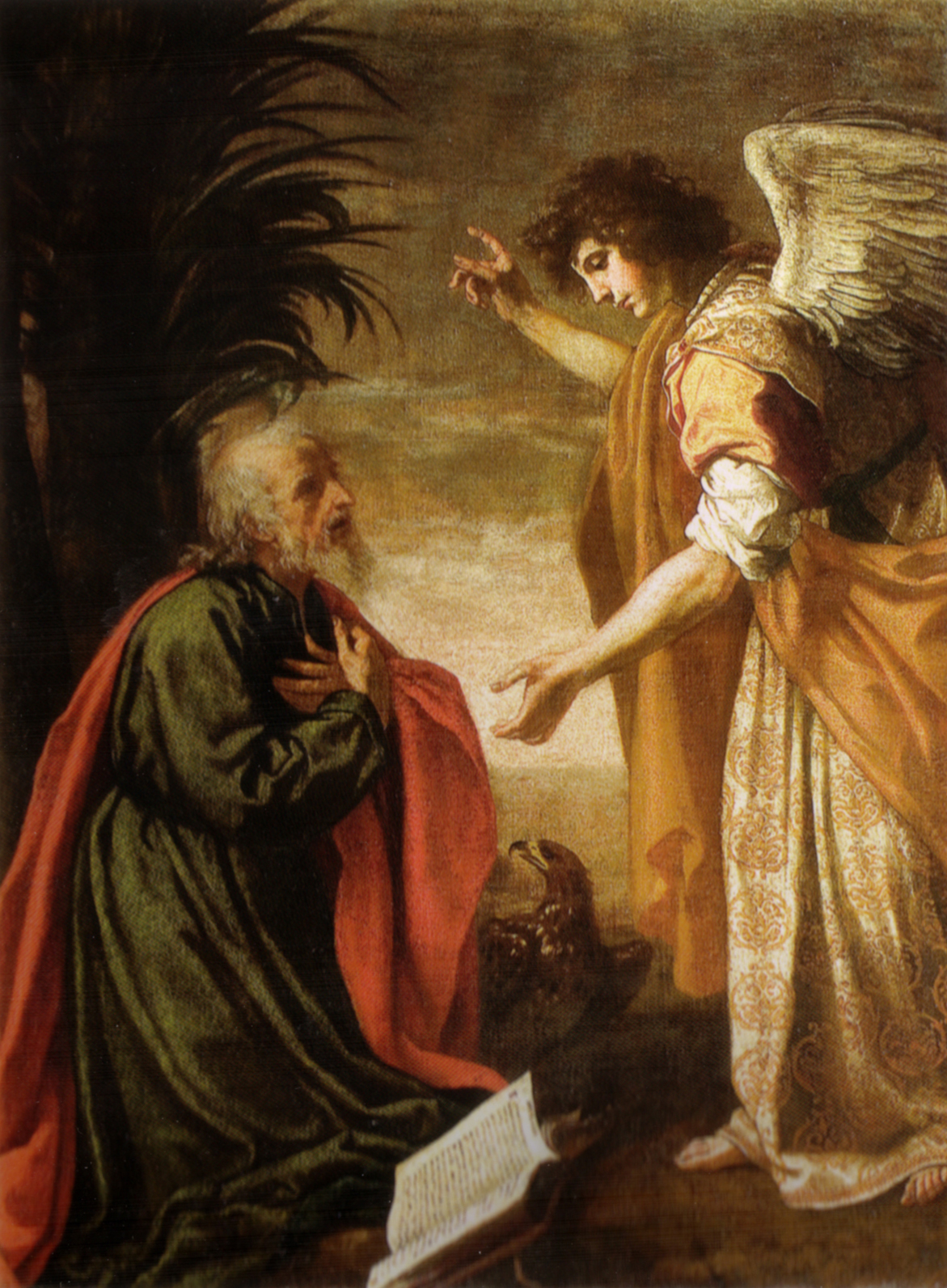
パトモス島の聖ヨハネ (c.1642) Chiesa dei Santi Michele e Gaetano
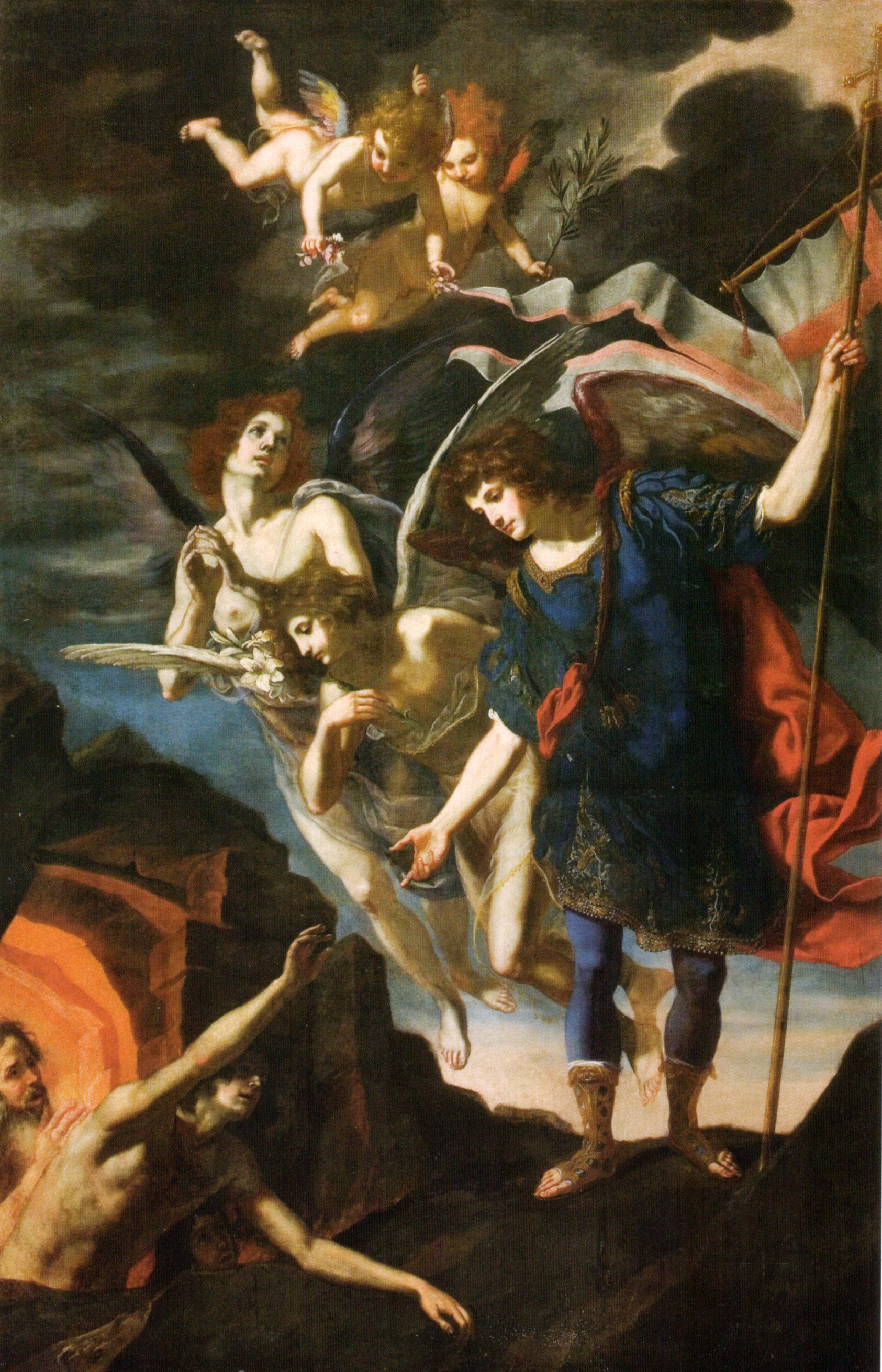
煉獄の魂を解放する大天使聖ミカエル Chiesa dei Santi Michele e Gaetano
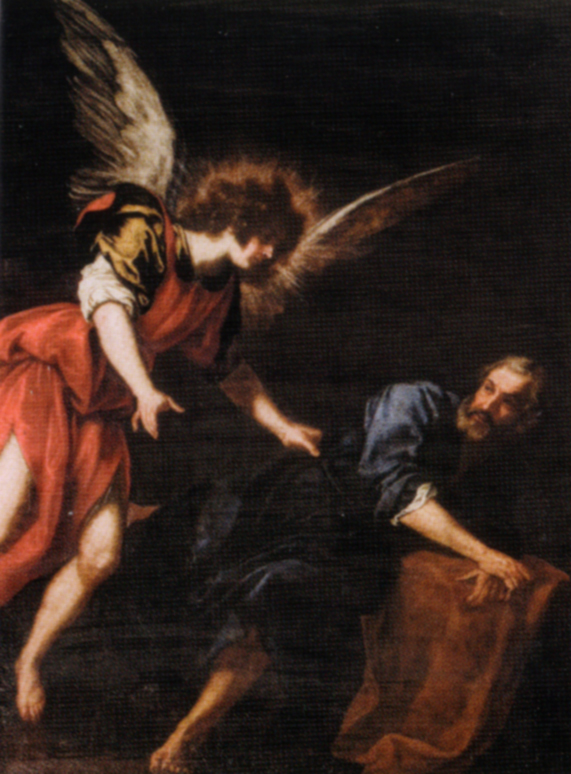
聖ペトロの幻視 Chiesa dei Santi Michele e Gaetano